# Paragvaj
 Ovo je glavno značenje pojma Paragvaj. Za druga značenja pogledajte Paragvaj (rijeka).
Paragvaj je država na prijelazu južnog u središnji dio Južne Amerike, bez izlaza na more. Na sjeverozapadu graniči s Bolivijom, na sjeveroistoku s Brazilom te na jugozapadu s Argentinom. Uz Boliviju je jedina država na kontinentu bez izlaza na more ili ocean.

## Zemljopis
Rijeka Paragvaj dijeli zemlju na dva dijela: na sjeverozapadu je ravni i rijetko naseljeni Gran Chaco, dok je istok reljefno raznolikiji (na jugoistoku se nalazi najviši vrh, Cerro Pero, visok 842 m) i naseljeniji (u njemu živi 95% paragvajskog stanovništva).
Klima je u Gran Chacu tropska s velikim varijacijama temperature, a na istoku suptropska.

## Povijest
Europljani su stigli na ovo područje početkom 16. stoljeća, a 1537. Španjolci su osnovali Asunción koji je ubrzo postao središte kolonijalne pokrajine. Isusovci su kroz mrežu misija kolonizirali ostatak istočnog Paragvaja (Isusovačke misije u Paragvaju), ali su u drugoj polovici 18. stoljeća istjerani. Godine 1776. cijelo je područje postalo dio Potkraljevstva Rio de la Plata sa sjedištem u Buenos Airesu. Paragvaj je proglasio neovisnost zbacivši lokalne španjolske vlasti 15. svibnja 1811.
Rat trojnog saveza kojeg je zemlja od 1864. do 1870. vodila protiv Brazila, Argentine i Urugvaja gotovo ju je uništio. Izgubila je dvije trećine muškog stanovništva i 140.000 km² teritorija. Ropstvo je ukinuto 1870. godine. Sljedećih pola stoljeća Paragvaj je gospodarski stagnirao. U Ratu za Chaco od 1932. do 1935. uspio je obraniti zapadni dio zemlje od bolivijskog napada. Od 1954. do 1989. zemljom je vladao diktator Alfredo Stroessner, isprva blizak SAD-u, a kasnije Brazilu. Razvoj demokracije koče korupcija i nedostatak demokratske političke kulture.

## Stanovništvo
Paragvajsko je stanovništvo među najhomogenijima na kontinentu: 95% pučanstva čine mestici Španjolaca i Američkih Indijanaca koji uglavnom govore guaranskim, a tri čevrtine stanovništva koristi se i španjolskim. 4 700 000 paragvajskih državljana govori nekim od indijanskih jezika kao materinskim (više od 90% od ukupnog stanovništva), a najrasprostranjeniji je guarani (4 650 000). Manje zajednice doseljenika iz Njemačke, Japana, Koreje i drugih zemalja djelomice su zadržale svoj jezik i kulturu. Vjerski, stanovnici uglavnom pripadaju rimokatoličkoj crkvi, uz manje skupine menonita i drugih protestanata.

## Gospodarstvo
Paragvaj ima tržišno gospodarstvo s velikim sektorom sive ekonomije zbog tradicionalno nižih cijena nego u susjednom Brazilu i Argentini. Značajan je izvoz poljoprivrednih dobara te električne energije koja se proizvodi u golemoj hidroelektrani Itaipu, najvećoj na svijetu po instaliranoj snazi, koja se nalazi na rijeci Parani na granici s Brazilom, i također velikoj elektrani Yaciretá na granici s Argentinom.
BDP je za 2004. procijenjen na 4.800 USD po stanovniku, mjereno po PPP-u.

## Vanjske poveznice
- Missions Atlas Project Area Of The World Country (Paragvaj)  Arhivirana inačica izvorne stranice od 19. kolovoza 2011. (Wayback Machine)